# Asadipus palmerston
Asadipus palmerston là một loài nhện trong họ Lamponidae. Loài này được phát hiện ở Noordelijk Territorium.